# Dorian Le Clech
Dorian Le Clech (2 settembre 2004) è un attore francese. È noto per aver interpretato Joseph joffo nel film Un sacchetto di biglie.

## Biografia
Dorian Le Clech è nato in Francia. Attualmente vive a Locunolé, nella regione della Bretagna. Dorian è figlio di Thierry, un architetto, e Gladys, una psicologa.Inizia a recitare nel 2013 quando, partecipando a un casting a Mellac, ottiene un ruolo nel cortometraggio Pastorale di Oriane Polack. Debutta sul grande schermo nel 2014 interpretando un ruolo minore nel film Lili Rose di Bruno Ballouard.
Nel 2015, spinto dai genitori, partecipa ai casting per il film Un sacchetto di biglie, e viene scelto dal regista Christian Duguay tra migliaia di altri bambini per interpretare il ruolo di Joseph Joffo.
Nel 2018 recita nel film Mon Inconnue di Hugo Gélin.

## Vita Privata
Dorian è figlio di Thierry, un architetto, e Gladys, una psicologa. Ha due sorelle maggiori, Lea e Louane, e un fratello minore, Damien.

## Filmografia

### Cinema
- Lili Rose, regia di Bruno Ballouard (2014)
- Un sacchetto di biglie (Un sac de billes), regia di Christian Duguay (2017)
- Amore a seconda vista, regia di Hugo Gélin (2018)

### Cortometraggi
- Pastorale, regia di Oriane Polack (2013)

## Doppiatori italiani
Nelle versioni in italiano dei suoi film, è stato doppiato da:
- Luca Tesei in Un sacchetto di biglie